# Champeix
Champeix ist eine französische Gemeinde des Départements Puy-de-Dôme in der Region Auvergne-Rhône-Alpes. Administrativ ist sie dem Arrondissement Issoire im Kanton Le Sancy.

## Geografie
Der traditionelle Handelsort in der Auvergne mit 1416 Einwohnern (Stand 1. Januar 2022) liegt an den mit Weinreben bepflanzten Hängen des Tales der Couze Chambon an der Weggabelung, bei der die beiden Straßen von Issoire (11 Kilometer) und Clermont-Ferrand (21 Kilometer) in die Bergstraße in Richtung des Monts-Dore-Massives einmünden.
Da sich die Ortschaft in einem engen, von Hügeln eingeschlossenen Tal befindet, kann sie sich kaum noch ausbreiten.

## Geschichte
Toponyme des Ortes im Mittelalter waren: Champeils (1214) und Champelhs (1373).

### Wappen
Blasonierung: Auf Rot ein kleiner, silberner, schwarz gemauerter Turm eingeschlossen in einem „C“ derselben Farbe; das Ganze gekrönt von einer güldenen Krone.

### Bevölkerungsentwicklung
| Jahr                       | 1962 | 1968 | 1975 | 1982 | 1990 | 1999 | 2009 |
| -------------------------- | ---- | ---- | ---- | ---- | ---- | ---- | ---- |
| Einwohner                  | 1075 | 1104 | 1097 | 1164 | 1087 | 1135 | 1340 |
| Quellen: Cassini und INSEE |      |      |      |      |      |      |      |

## Sehenswürdigkeiten
|  |  |

- Die romanische Heilig-Kreuz-Kirche (Église Sainte-Croix), die das Dorfbild dominiert, dient heute der Gemeinde als Pfarrkirche. Früher war sie die Klosterkirche der Kamaldulenser. Der Bau ist seit 1926 ein französisches Kulturdenkmal.[1]
- Die Burg  Château du Marchidial war im 12. Jahrhundert die zweite Residenz des Dauphin der Auvergne. Der Donjon wurde 1633, wie so viele in der Region, auf Geheiß Richelieus geschleift. Ab dem Jahre 1988 wurde sie von einem örtlichen Verein restauriert. Der dazugehörige Garten hat sich als Touristenattraktion entwickelt. Die Burganlage ist seit 2006 ein französisches Kulturdenkmal.[2]
- Die Burgkapelle Église Saint-Jean du Marchidial stammt aus dem 12. Jahrhundert. Das Innere ist mit Fresken aus dem 13. und 17. Jahrhundert dekoriert, welche 1993 restauriert wurden. Die Kapelle[3] und das dazugehörige Pfarrhaus[4] sind seit 2006 ein französisches Kulturdenkmal.
- Teile der Stadtbefestigung
- An der Route de Plauzat steht eine weitere Kapelle, die aus dem 19. Jahrhundert stammt.
- Am Dorfeingang steht der Menhir Pierre Fichade, der seit 1889 ein französisches Kulturdenkmal ist.[5]

## Söhne der Gemeinde
- Antoine-Grimald Monnet (1734–1817), Geologe und Generalinspekteur des Bergbaus
- Charles Mannay (1745–1824), katholischer Theologe, Kleriker, und Bischof von Trier